# Diascia namaquensis
Diascia namaquensis är en flenörtsväxtart som beskrevs av William Philip Hiern. Diascia namaquensis ingår i släktet tvillingsporrar, och familjen flenörtsväxter. Inga underarter finns listade i Catalogue of Life.